# Estrilda melpoda
La estrilda carinaranja (Estrilda melpoda) es una especie de ave paseriforme de la familia Muscicapidae que habita en África Occidental y Central. Es un pájaro comúnmente criada como ave de jaula.  

## Descripción

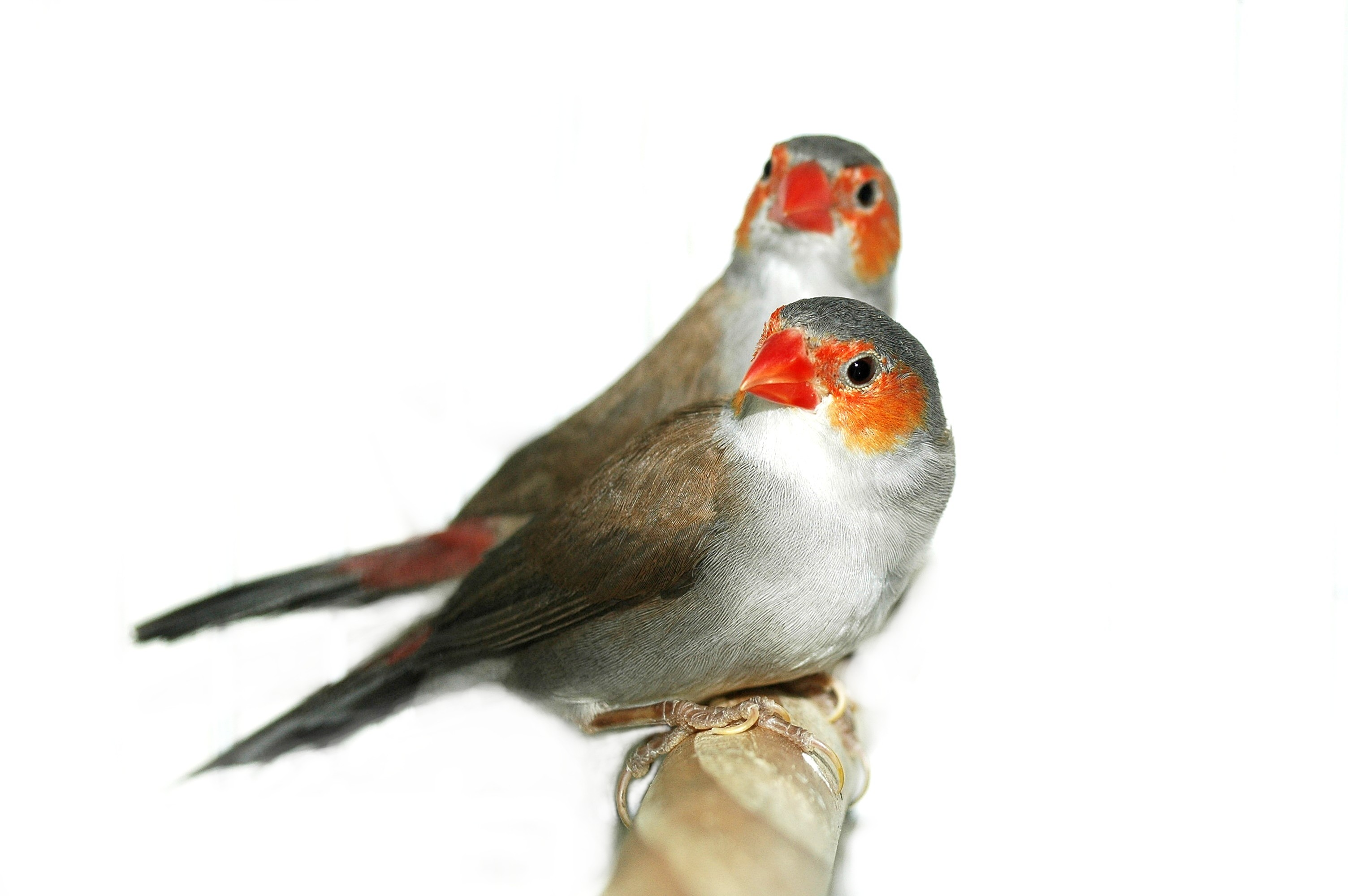
Pareja en cautividad.

El plumaje de sus partes inferiores y su píleo es gris. Sus alas y cola son de color castaño grisáceo. Su rostro es de color naranja, su pico rojo y su garganta blanquecina. Su obispillo es rojizo. Los machos tiene las manchas de las mejillas tonos más naranjas más vivos.

## Comportamiento
Suele vivir en pequeñas bandadas de unos treinta individuos. Suele emitir agudos pips que son la mejor prueba de su presencia. Como la mayoría de los estrildas son muy ágiles y realizan movimientos acrobáticos en las ramitas y hierbas altas trepando y dejándose colgar para conseguir comida. 

### Alimentación
Se alimentan principalmente de semillas de gramíneas que recolectan tanto directamente de las plantas como del suelo. Complementan su dieta con insectos como las termitas, los pulgones, moscas y mosquitos nematóceros, especialmente durante la época de cría.

### Reproducción
Esta especie anida en el suelo o entre la vegetación baja camuflado con las hierbas circundantes y las que recogen para colocarlas alrededor. Forran el interior con plumas, donde ponen entre 3 y 6 huevos blancos. La incubación dura 13 días. Los polluelos dejan el nido a los 23 días con un aspecto similar al de sus progenitores pero con tonos naranjas más apagados durante los primeros meses.